# Castellum romà de Puig Castellar
El Castellum de Puig Castellar és un jaciment arqueològic d'època romana situat al cim del Puig Castellar, que es troba dins del terme municipal de Biosca (Solsonès), inclòs a l'Inventari del Patrimoni Arqueològic i Paleontològic de Catalunya.
Es tracta d'una fortalesa romana (castellum) construït al segle ii aC, durant la conquesta romana d'Hispània, molt pròxim a la ciutat romana de Iesso (actual Guissona).

## Context històric
La conquesta romana d'Hispània comença a finals del segle iii aC, com a mesura per frenar l'avenç de l'exèrcit cartaginès, dirigit pel general Hanníbal, durant la Segona Guerra Púnica. El triomf de Roma sobre Cartago permet a l'imperi romà dominar part de la península, tot i que no la dominarà completament fins dos segles més tard, gràcies a la resistència dels pobles de l'interior (lusitans, celtes, càntabres, etc.).
Per tal de controlar la gran extensió de l'imperi, es crearen grans infraestructures al llarg del territori peninsular, grans carreteres que comunicaven les principals ciutats i fortificacions per facilitar el control del territori. La legislació es duia a terme per províncies, essent Tàrraco la capital del nord-est. De tot això es conserva un enorme patrimoni arqueològic i també cultural, ja que la llatinització de la península és l'origen de les llengües i cultures actuals.

## Situació

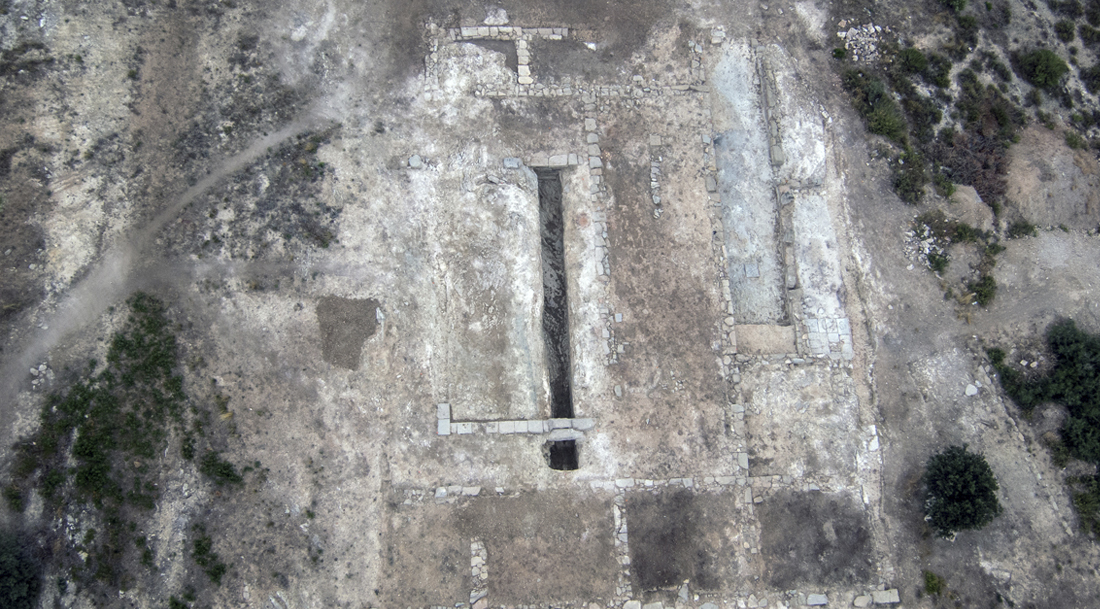
Vista aèria del jaciment de Puig Castellar

El jaciment es troba al cim del Puig Castellar de Biosca (també conegut com a Guixera de Talteüll), un emplaçament estratègic pel control del territori proper de la ciutat de Iesso (que es troba a 7 km). La situació elevada de l'assentament permetia una major facilitat en la seva defensa i una gran visió sobre un extens territori per on passava una important via de comunicació entre la costa i la depressió central lleidatana.

## Intervencions
El jaciment de Puig Castellar es coneix des de mitjans del segle xx, però malauradament era freqüentat per aficionats de l'arqueologia de la zona, en situar-se prop de nuclis com Guissona, Torà i Biosca. Cal destacar que era un punt d'activitat de buscadors de metalls, pràctica que ha disminuït amb les recents intervencions.
Cal remarcar les campanyes dutes a terme entre el 2013 i el 2015 per un grup d'arqueòlegs del departament de Ciències de l'Antiguitat de la Universitat Autònoma de Barcelona amb col·laboració de l'Institut Català d'Arqueologia Clàssica i el Patronat d'Arqueologia de Guissona. El jaciment encara es troba en procés d'excavació i els resultats són encara provisionals, tot i que ja s'ha pogut definir el jaciment gràcies a les parts excavades.

## Estructura de l'assentament
La fortalesa romana de Puig Castellar era un assentament fortificat que ocupava 1,6 hectàrees. Les excavacions han permès diferenciar dues estructures principals que formaven l'assentament:
- Edifici principal: edifici de grans dimensions (aproximadament 900 m²) distribuït en 14 habitacions documentades de diferents dimensions organitzades al voltant d'un gran pati central obert. Es tractaria de l'edifici principal del complex militar, on se situaria el praetorium (lloc de residència del general).[7]
- Muralla: el mur perimetral rodeja el cim del turó, amb una extensió de més de 250 metres lineals; presenta una amplada d'entre 1 i 1,20 m i s'han pogut identificar entre 3 i 4 torres defensives. Es tracta d'una estructura defensiva complexa amb diferents i que s'adapta a l'orografia del terreny.[8]